# Цитреовиридин
Цитреовириди́н — микотоксин, продуцируемый рядом видов рода Penicillium, в частности, Penicillium citreonigrum.
Сильнодействующий нейротоксин, ингибитор АТФазы.

## Свойства
При экстракции метанолом кристаллизуется с образованием оранжево-жёлтых кристаллов с температурой плавления 107—111 °C. Нерастворимы в воде и гексане, растворимы в бензоле, этаноле, ацетоне, хлороформе.
Максимумы поглощения ультрафиолета — при 388, 294, 286, 234 нм.

## История
В 1891 году Сакаки было показано, что экстракт определённого заплесневелого риса, продававшегося в Токио, обладает сильным нейротоксическим действием по отношению к лабораторным мышам. Вскоре испорченный рис был связан с очагами острой формы бери-бери у человека в Восточной Азии.
В 1940 году с 10 образцов пожелтевших зёрен риса, собранных в 1934—1939 годах в Японии и на Тайване, был выделен грибок, относящийся к роду Penicillium. Спиртовой экстракт грибка оказался высокотоксичным для млекопитающих и других позвоночных.
Впервые цитреовиридин был получен в 1947 году японским химиком Хиратой. Химическая структура была определена в 1964 году Сакабэ.